# 阿尕什敖包乡
阿尕什敖包乡，是中华人民共和国新疆维吾尔自治区阿勒泰地区青河县下辖的一个乡镇级行政单位。

## 行政区划
阿尕什敖包乡下辖以下地区：
阿尕什敖包村、库伦托别村、加热克努尔村、唐巴玉孜尔村、夏尔克塔斯村和阿克加尔村。